# Chemotechnische Fachschule
Die Chemotechnische Fachschule war eine Schule in Darmstadt.

## Geschichte
Im Jahr 1941 wurde an der städtischen Handelsschule Darmstadt eine Abteilung für Chemotechniker eingerichtet.
Ab dem 16. Juli 1946 wurde diese Chemotechnikerschule in einem Kellerraum des teilzerstörten Garnisonslazaretts im Akaziengarten als selbstständige Städtische Chemotechnische Fachschule weitergeführt. Die Chemotechnische Fachschule bildete in vier Semestern Chemotechniker aus. Ab dem 1. Januar 1964 wurde die Schule als eigenständige Staatliche Chemieschule vom Land Hessen übernommen. Gleichzeitig wurde die Chemieschule zur Ingenieurschule erhoben und das Studium auf sechs Semester verlängert. 1967 wurden die ersten Ingenieure der Fachrichtung Chemie graduiert.
Im Jahr 1971 wurde die Chemieschule als Fachbereich Chemische Technologie in die Fachhochschule Darmstadt integriert.